# Eleotris sandwicensis
Eleotris sandwicensis là một loài cá thuộc họ Cá bống đen. Đây là loài đặc hữu của quần đảo Hawaii. Trong tiếng Hawaii, loài này thường được gọi là oʻopu, ʻoau, ʻowau, và hiʻu kole.